# The Plimsouls
The Plimsouls wurden Ende des Jahres 1978 in Paramount als The Tone Dogs von Peter Case (ehm. The Nerves), Dave Pahoa, Lou Ramirez und Eddie Munoz gegründet. Bereits zur Veröffentlichung der ersten EP hatte die Band sich in „The Plimsouls“ (britischer Slang für Gymnastikschuhe) umbenannt und spielte, beeinflusst durch die britischen Bands der 1960er Jahre (British Invasion), Power Pop. Die Band löste sich 1984 auf.

## Diskografie
- 1980: Zero Hour (12"-EP)
- 1981: The Plimsouls (LP)
- 1981: Now / When You Find It (7")
- 1982: A Million Miles Away / I’ll Get Lucky (7")
- 1983: A Million Miles Away / Play the Breaks (7")
- 1983: Everywhere at Once (LP)